# Ana María Penas
Ana María Penas Balchada (* 21. Dezember 1971 in Pontevedra) ist eine ehemalige spanische Kanutin.

## Leben
Ana María Penas wurde in Pontevedra, direkt an der Atlantik-Küste geboren. Sie war im dortigen Kanu-Verein Club Naval de Pontevedra aktiv. Der Verein stellte mit ihr und Jovino González Comesaña 1992 zwei Athleten, als die Olympischen Sommerspiele in ihrem Heimatland stattfanden. Hier reichte es für sie mit dem Kajak-Vierer jedoch nicht zum Finaleinzug. 
Auch bei Welt- und Europameisterschaften sollte es noch bis 1997 dauern, bis Penas ihre ersten Medaillen erringen konnte. Neben 7 Medaillen bei Europameisterschaften zwischen 1997 und 2001, konnte sie bei Weltmeisterschaften mit dem Kajak-Vierer-Team der Spanierinnen 4-mal Edelmetall mit nach Hause bringen. Bei den Weltmeisterschaften 2001 in Posen gelang ihr das, obwohl sie hier bereits im dritten Monat schwanger war.
Penas nahm insgesamt dreimal an Olympischen Sommerspielen teil und somit einmal mehr als ihr Ehemann Jose Manuel Crespo der, ebenfalls als Kanute, an zwei Olympischen Sommerspielen teilnahm. Ihr bestes Resultat waren hierbei zwei sechste Plätze bei den Spielen in Atlanta und Sydney. Das Ehepaar hat zwei Söhne, von denen einer, Pablo Crespo, ebenfalls Kanute ist und  der bereits bei Junioren-Weltmeisterschaften aufs Podium kam.
Penas wurde 2020 in die neu gegründete spanische Hall of Fame des Kanusport aufgenommen.